# Řád svaté Trojice
Řád svaté Trojice bylo státní vyznamenání Etiopského císařství založené byl roku 1930 Hailem Selassie I. Zprvu byl udílen výhradně vysoce postaveným duchovním, příslušníkům šlechty a významným členům císařského dvora. Později byl zpřístupněn i cizincům. Po pádu monarchie zůstal zachován jako dynastický řád.

## Historie a pravidla udílení
Řád byl založen Hailem Selassie I. 2. listopadu 1930 na oslavu jeho nástupu na habešský trůn. Původně byl řád udílen v pěti třídách příslušníkům etiopské aristokracie, vysoce postaveným kněžím a významným členům císařského dvora. Časem byl počet tříd omezen pouze na třídu velkokříže, který je v určitých případech udílen s řetězem, a řád byl také zpřístupněn cizincům. Počet žijících členů vyšších tříd byl omezen. Do tohoto limitu se nepočítala vyznamenání udělená členům císařské rodiny a cizincům.
V letech 1936 až 1941 byly tímto řádem vyznamenány i vojenské oddíly, které se vyznamenaly v boji proti Italům.
Po pádu etiopské monarchie a změně politického režimu v Etiopii v roce 1974 byly císařské řády zrušeny. Řád nadále zůstal zachován pouze jako dynastický řád. V roce 1993 byl reformován Radou etiopské koruny a byla k němu přidána třída řetězu.

## Insignie
Zlatý řádový odznak je kruhového tvaru zdobený reliéfními nápisy a čtyřmi květy. Ve středu je barevně smaltovaný medailon rozdělený na tři části. V prvním poli je vyobrazen Bůh Otec vynořující se z mraků, ve druhém poli je Ježíš Kristus nesoucí na ramenou kříž a v posledním poli je Duch svatý v podobě letící holubice s olivovou ratolestí v zobáku. Ke stuze je odznak připojen pomocí přechodového prvku v podobě etiopské královské koruny.
Řádová hvězda se svým vzhledem shoduje s řádovým odznakem, chybí pouze koruna.
Stuha je červená se zlatým lemováním na obou okrajích.

## Třídy
Řád byl od svého založení udílen v pěti řádných třídách. Po zániku monarchie zůstal řád udílen jako dynastický pouze ve třídě velkokříže, která je v určitých případech doplněna řetězem.
- velkokříž – Řádový odznak se nosil na široké stuze spadající z ramene na protilehlý bok. Řádová hvězda se nosila na hrudi. Počet žijících členů této třídy byl omezen na 25.
- velkodůstojník – Počet žijících členů této třídy byl omezen na 45.
- komtur – Počet žijících členů této třídy byl omezen na 55.
- důstojník – Řádový odznak se nosil zavěšený na stužce na hrudi. Počet žijící členů této třídy nebyl omezen.
- člen – Řádový odznak se nosil zavěšený na stužce na hrudi. Počet žijící členů této třídy nebyl omezen.